# 곽해성
곽해성(한국 한자: 郭海盛, 1991년 12월 6일 ~ )은 대한민국의 전 축구 선수이며 현역 시절 성남 FC, 제주 유나이티드, 부천 FC 1995, 파주시민축구단 등에서 수비수로 활동했으며 2014년 아시안 게임 금메달리스트이다.

## 클럽 경력
2014년 K리그 성남 FC에 입단하였다. 3월 9일 2014 K리그 클래식 개막전인 경남 FC와의 원정경기(1:0. 경남 승)부터 선발 출전하였다. 주전으로 자리잡는 듯 하였으나 개막 1달 만에 부상을 입고 시즌 초반 많은 경기에 출전하지 못하였다. 하지만 인천 아시안 게임 출전을 기점으로 다시 주전으로 복귀하는데 성공하여 2014년 11월 29일 부산 아이파크와의 경기에서 데뷔골을 기록해여 팀의 1-0 승리와 1부리그 잔류에 기여했다. 시즌 기록은 리그 15경기에 출전하여 1골을 기록하였다.
2016년 7월, 김현과의 맞임대 트레이드로 제주 유나이티드에 입단하였다. 2016년 8월 10일 열린 포항 스틸러스와의 경기에서 제주 입단 후 첫 골을 기록했다. 시즌을 마친 뒤 성남으로 복귀하였으며 제주 임대 기간 동안 8경기에 나서 2골 1도움을 기록했다.
2017 시즌 여름 이적시장에서 K리그 클래식의 인천 유나이티드로 이적했다.
2020 시즌을 앞두고 K리그2의 부천 FC 1995에 입단했다.
2021 시즌을 앞두고 부천과 상호 합의하에 계약을 해지하며 자유계약으로 풀리게 되었다. 이후 K3리그의 파주시민축구단에 입단했다.

## 국가대표 경력
인천 아시안 게임에 출전하는 대한민국 U-23 대표팀에 이름을 올렸다. 곽해성은 조별리그 1차전인 라오스와의 경기와 4강전인 태국과의 경기에 출전을 하며 대한민국의 금메달 획득에 기여하였다.

## 수상

### 팀

#### 대한민국 U-23
- 아시안 게임 금메달: 2014

#### 성남 FC
- FA컵 우승: 2014